# Siparuna muricata
Siparuna muricata är en tvåhjärtbladig växtart som först beskrevs av R. & P., och fick sitt nu gällande namn av A. Dc.. Siparuna muricata ingår i släktet Siparuna och familjen Siparunaceae. Inga underarter finns listade i Catalogue of Life.